# Germaine Pratt
Germaine Pratt (High Point, 21 maggio 1996) è un giocatore di football americano statunitense che milita nel ruolo di linebacker per i Cincinnati Bengals della National Football League (NFL).

## Carriera professionistica

### Cincinnati Bengals
Pratt fu scelto nel corso del terzo giro (72º assoluto) del Draft NFL 2019 dai Cincinnati Bengals. Il 27 giugno 2019 firmò il suo contratto da rookie, un accordo quadriennale da 4,08 milioni di dollari, di cui 1,05 milioni garantiti alla firma.

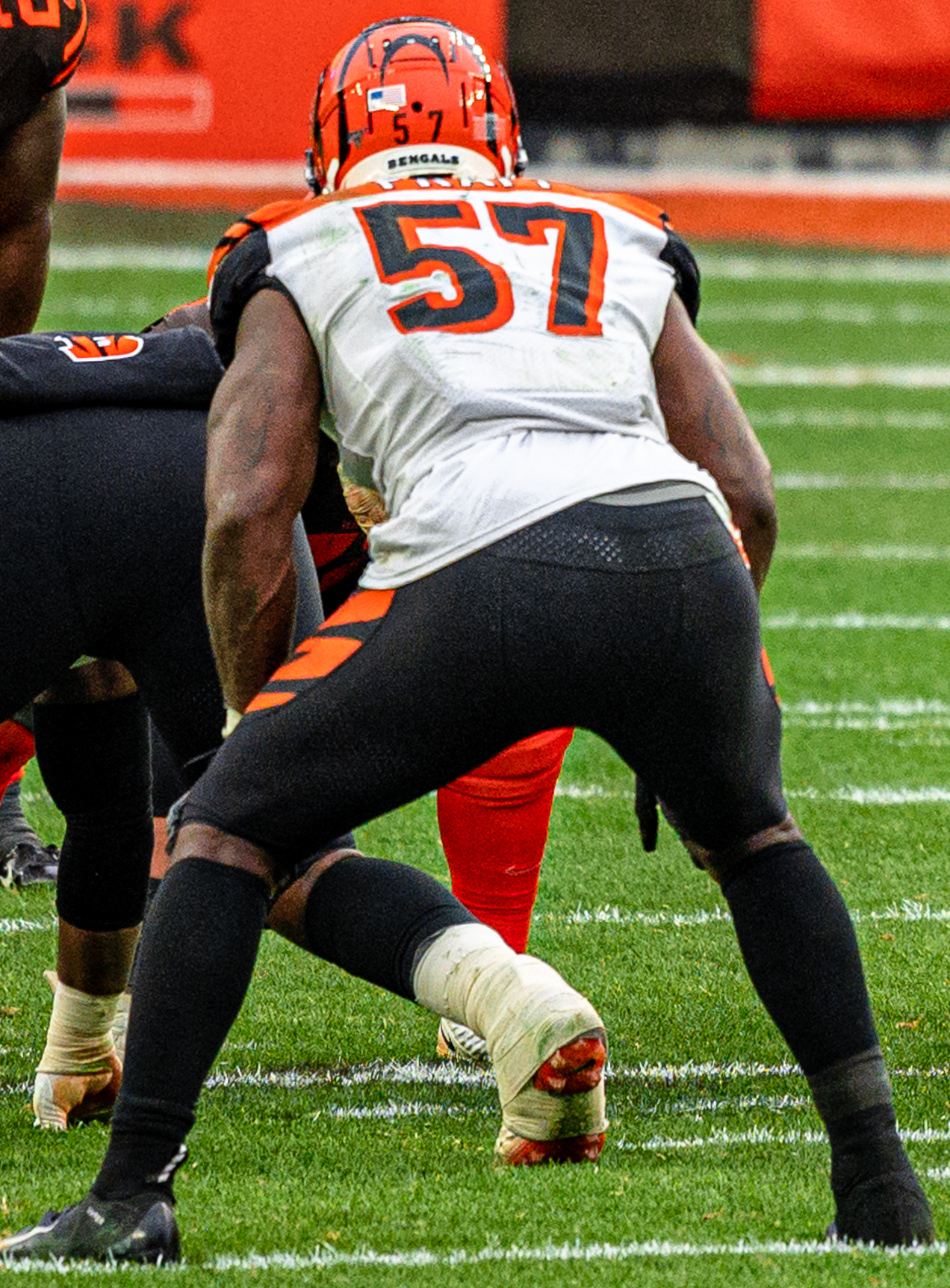
Pratt nel 2019

Pratt debuttò come professionista subentrando nella gara del primo turno della stagione 2019 contro i Seattle Seahawks mettendo a segno un tackle. Nel sesto turno disputò la prima gara come titolare contro i Baltimore Ravens rispondendo con 6 tackle, il massimo sino a quel momento. Dopo che i Bengals svincolarono il veterano Preston Brown, Pratt diventò il linebacker titolare per il resto dell'annata. Terminò la sua stagione d'esordio giocando tutte le 16 partite stagionali, di cui 9 come titolare, e totalizzando 76 tackle.
Pratt fu nominato linebacker titolare per la stagione 2020 a fianco di Josh Bynes. Nella gara del primo turno, la sconfitta 13-16 contro i Los Angeles Chargers fece 12 tackle, di cui otto in solitaria. Terminò l'annata con 89 tackle, di cui 55 in solitaria, e due passaggi deviati.
Per la stagione 2021 Pratt fu nominato linebacker titolare a fianco di Logan Wilson. Nell'ottavo turno contro i New York Jets mise a segno il suo primo intercetto su passaggio del quarterback avversario Mike White. Nella gara di settimana 14 contro i Denver Broncos fissò il suo record personale di tackle in una sola gara, ossia 15 complessivi di cui nove in solitaria. Concluse la stagione regolare con 91 tackle e due fumble forzati. Nella gara dei play-off del turno delle Wild-Card contro i Las Vegas Raiders, Pratt mise a segno sei tackle e soprattutto un intercetto su passaggio di Derek Carr che garantì la prima vittoria ai Bengals nei play-off dal 1991.
Pratt fu confermato titolare anche per la stagione 2022. Nella gara del quinto turno contro i Baltimore Ravens mise a segno il suo primo sack in carriera sul Lamar Jackson. Nella gara successiva contro i New Orleans Saints fece 14 tackle. Nella partita di settimana 9 contro i Carolina Panthers fece un intercetto a cui seguì una celebrazione che diventò virale: insieme ai suoi compagni di squadra infatti si mise a fare angeli di neve in end zone. Nella gara di settimana 15 contro i Tampa Bay Buccaneers mise a segno il suo secondo intercetto stagionale. Concluse la stagione regolare come secondo in squadra per numero di tackle, con 99. Il 13 febbraio 2022 Pratt partì come titolare nel Super Bowl LVI ma i Bengals furono sconfitti dai Los Angeles Rams per 23-20.
Il 13 marzo 2023 Pratt firmó con i Bengals un rinnovo triennale del valore di 21 milioni di dollari. Iniziò la stagione 2024 mettendo a segno il suo secondo sack in carriera e forzando un fumble nella sconfitta 24-3 di settimana 1 contro i Cleveland Browns. Nel quinto turno contro gli Arizona Cardinals fece un intercettare ma nell'azione subì un leggero infortunio alla spalla. Nella gara di settimana 8 contro i San Francisco 49ers Pratt intercettò in end zone un passaggio del quarterback avversario Brock Purdy, giocata fondamentale nella vittoria finale 31-17. Nel gara successiva, la vittoria 24-18 del nono turno contro i Buffalo Bills, Pratt mise a segno 11 tackle e forzò un fumble su Dalton Kincaid. Concluse l'annata al secondo posto in squadra per numero di tackle, per altro fissando il suo record personale con 118 tackle.
Nella stagione 2024 Pratt giocò da titolare tutte le 17 gare stagionali dei Bengals, mettendo a tabellino 143 tackle, due intercetti, sei passaggi deviati e due fumble forzati.
Il 12 marzo 2025 Pratt richiese ai Bengals di essere scambiato. Il 10 giugno 2025 Pratt fu svincolato dai Bengals.

### Las Vegas Raiders
Il 12 giugno 2025 Pratt firmò un contratto annuale da 4,25 milioni di dollari con i Las Vegas Raiders.

## Palmarès
- American Football Conference Championship: 1

Cincinnati Bengals: 2021

## Statistiche

### Stagione regolare
| Stagione | Stagione | Stagione | Stagione | Difesa  | Difesa  | Difesa  | Difesa | Difesa | Difesa | Difesa |
| Anno     | Squadra  | P        | PT       | T. tot. | T. sol. | T. ass. | Sck    | Int.   | P.D.   | F.F.   |
| -------- | -------- | -------- | -------- | ------- | ------- | ------- | ------ | ------ | ------ | ------ |
| 2019     | CIN      | 16       | 9        | 76      | 50      | 26      | 0,0    | 0      | 0      | 0      |
| 2020     | CIN      | 16       | 15       | 89      | 55      | 34      | 0,0    | 0      | 2      | 0      |
| 2021     | CIN      | 15       | 15       | 91      | 57      | 34      | 0,5    | 1      | 2      | 2      |
| 2022     | CIN      | 15       | 15       | 99      | 50      | 49      | 1,0    | 2      | 10     | 1      |
| 2023     | CIN      | 17       | 17       | 118     | 63      | 55      | 2,0    | 2      | 3      | 2      |
| 2024     | CIN      | 17       | 17       | 143     | 80      | 63      | 0,0    | 2      | 6      | 2      |
| Totale   | Totale   | 96       | 88       | 616     | 355     | 261     | 3,5    | 7      | 23     | 7      |

### Play-off
| Stagione | Stagione | Stagione | Stagione | Difesa  | Difesa  | Difesa  | Difesa | Difesa | Difesa | Difesa |
| Anno     | Squadra  | P        | PT       | T. tot. | T. sol. | T. ass. | Sck    | Int.   | P.D.   | F.F.   |
| -------- | -------- | -------- | -------- | ------- | ------- | ------- | ------ | ------ | ------ | ------ |
| 2021     | CIN      | 4        | 4        | 29      | 20      | 9       | 0,0    | 1      | 1      | 0      |
| 2022     | CIN      | 3        | 3        | 20      | 12      | 8       | 0,0    | 0      | 3      | 0      |
| Totale   | Totale   | 7        | 7        | 49      | 32      | 17      | 0,0    | 1      | 4      | 0      |

Fonte: Football Database
In grassetto i record personali in carriera — Statistiche aggiornate alla stagione 2024